# Mahakala (dinozaur)
Mahakala – rodzaj teropoda z rodziny dromeozaurów (Dromaeosauridae) żyjącego w późnej kredzie na terenie dzisiejszej Azji. Jego szczątki odkryto w datowanych na kampan osadach formacji Dżadochta w Mongolii. Mahakala była niewielkim dromeozaurem, a jej szkielet wykazywał cechy znajdowane wcześniej również u troodontów i Avialae. Mimo iż jest późnym przedstawicielem dromeozaurów, jest też jednym z najbardziej bazalnych. Niewielkie rozmiary mahakali oraz innych bazalnych deinonychozaurów sugerują, że niewielkie rozmiary pojawiły się wcześniej niż zdolność do lotu. Nazwa rodzajowa Mahakala pochodzi od imienia Mahakali – jednego ze strażników Dharmy, a epitet gatunkowy gatunku typowego, omnogovae, odnosi się do miejsca znalezienia holotypu.

## Budowa
Mahakala została opisana na podstawie niekompletnego szkieletu obejmującego kości czaszki, kręgi, kości kończyn przednich, miednicy oraz kości obręczy barkowej (IMG 100/1033). Mierząc około 70 cm długości, Mahakala osiągała podobne rozmiary co Archaeopteryx, Caudipteryx i Mei – odkryty osobnik w chwili śmierci był już dorosły lub bliski osiągnięcia dorosłości, na co wskazuje stopień zrośnięcia szwów neurocentralnych, kości skokowej z piętową i kości mózgoczaszki oraz analiza histologiczna. Autapomorfie tego rodzaju obejmują cechy budowy kości: łokciowej, udowej, biodrowej oraz kręgów ogonowych. Podobnie jak u archeopteryksa i zaawansowanych dromeozaurów, jednak w przeciwieństwie do bazalnych troodontów i innych dromeozaurów, trzecia kość śródstopia nie była spłaszczona, sugerując, że wersja niespłaszczona jest bardziej plezjomorficzna. Jedną z cech charakterystycznych mahakali są bardzo krótkie kończyny przednie – kość ramienna stanowi zaledwie około 50% długości kości udowej, znacznie mniej niż u większości innych dromeozaurów (z wyjątkiem Austroraptor i Tianyuraptor).

## Klasyfikacja
Analizy filogenetyczne przeprowadzone przez Turnera i współpracowników (2007, 2011) wykazały, że Mahakala jest najbardziej bazalnym znanym dromeozaurem. Ich wyniki, podobnie jak niewielkie rozmiary teropodów znajdujących się u podstawy linii ewolucyjnej Paraves sugerują, że niewielkie rozmiary nie były innowacją wczesnych ptaków i występowały pospolicie u bazalnych Paraves. Podobnie jak ptaki, nie wszystkie troodonty i dromeozaury były niewielkie – niektóre formy osiągały znaczące rozmiary. Mahakala wykazuje również kombinację cech spotykanych u bazalnych troodontów i ptaków, a niewystępujących u bardziej zaawansowanych dromeozaurów. Analizy sugerujące bazalną pozycję mahakali wskazują, że krótkie kończyny przednie były prawdopodobnie stanem wyjściowym dla Dromaeosauridae, a skrócenie kończyn, które zaszło w innych liniach ewolucyjnych dromeozaurów, jest wynikiem konwergencji. Analiza przeprowadzona przez Sentera i współpracowników (2012), oparta na innej macierzy danych, niż analizy Turnera i in., sugeruje inną pozycję filogenetyczną Mahakala – według niej takson ten należy do kladu Unenlagiinae, a jego najbliższym znanym krewnym jest krótkoręki Austroraptor.

## Paleoekologia i paleobiologia
Tereny formacji Dżadochta były w okresie późnej kredy pokryte półpustyniami z wydmami i aluwiami. Znajdowały się tam strumienie okresowe, występowały też pory roku: sucha i deszczowa, a także burze piaskowe. Odkryto tam liczne zwierzęta lądowe, takie jak żółwie, krokodyle, jaszczurki, ssaki oraz różne dinozaury. Zwierząt wodnych, takich jak ryby, nie odnaleziono. Większość tamtejszej fauny była niewielkich lub średnich rozmiarów. Najbardziej zróżnicowaną grupą dinozaurów były tam niewielkie celurozaury – występowały tam: Archaeornithoides, dromeozaur Velociraptor, troodonty: Byronosaurus i Saurornithoides, owiraptory: Citipati, Khaan i Oviraptor oraz alwarezaury Mononykus i Shuvuuia. Odkryto tam również szczątki ceratopsa z rodzaju Protoceratops oraz ankylozaura Pinacosaurus. Podobnie jak inne dromeozaury, Mahakala była prawdopodobnie aktywnie polującym mięsożercą.